# Yoko Takahagi
Yoko Takahagi (高萩 陽子, Takahagi Yoko), née le 17 avril 1969, est une joueuse internationale de football japonaise.

## Biographie
Le 21 janvier 1986, elle fait ses débuts dans l'équipe nationale japonaise contre l'Inde. Elle participe à la Coupe du Monde 1991. Elle compte 31 sélections en équipe nationale du Japon de 1986 à 1991.

## Statistiques
Le tableau ci-dessous présente les statistiques de Yoko Takahagi en équipe nationale
| Équipe du Japon | Équipe du Japon | Équipe du Japon |
| Année           | Matchs          | Buts            |
| --------------- | --------------- | --------------- |
| 1986            | 13              | 0               |
| 1987            | 2               | 0               |
| 1988            | 0               | 0               |
| 1989            | 6               | 0               |
| 1990            | 6               | 0               |
| 1991            | 4               | 0               |
| Total           | 31              | 0               |

## Palmarès
- Finaliste de la Coupe d'Asie 1986, 1991
- Troisième de la Coupe d'Asie 1989